# Florică Murariu
Florică Murariu (n. 28 martie 1955, Mitoc, Botoșani – d. 24 decembrie 1989, București) a fost un jucător de rugby român, căpitan al echipei naționale și al echipei Steaua București. A murit în timpul Revoluției din decembrie 1989.

## Biografie
A activat la RCJ Farul Constanța, apoi la CSA Steaua București. În 1976 și-a făcut debutul la echipa națională a României într-un meci cu Țările de Jos. S-a alăturat unei liniă a III-a compusă și din Gheorghe Daraban și Gheorghe Dumitru, Mircea Paraschiv fiind pentru prima dată căpitan de echipă . A făcut parte din echipa care a bătut Franța în același an (15–12), apoi Anglia în 1980 (39–7), inclusiv două eseuri marcate de el însuși. Și în 1980 a luat parte la victoria istorică împotrivă Franței la Stadionul Giulești, in față a peste 20.000 de spectatori, care s-a soldat cu scorul de 15–0, prima înfrângere la zero pentru Franța după 15 ani.
A participat la prima ediție a Cupei Mondiale, în Noua Zeelandă în 1987. A fost căpitanul echipei naționale timp de trei ani, inclusiv victoria istorică de la Cardiff împotrivă Țării Galilor în 1988 (15–9). Ultimul meci disputat cu naționala a avut loc în septembrie 1989 cu Zimbabwe. De-a lungul carierei a strâns 69 selecții naționale, înscriind opt eseuri.
Pe 24 decembrie 1989, în timp ce vrea sa ajungă la club în Ghencea împreună cu un prieten, a fost oprit de echipajul unui TAB pe bd. Drumul Taberei, în drept Parcului Moghioroș. Când a coborât mâinile în jos pentru a se legitima, a fost împușcat de militarul în termen Fănică Lepădatu. S-a stins din viața câteva minute mai târziu pe drumul spre Spitalul Municipal. A fost înmormântat în comuna natală, Mitoc, unde o stradă si Școala Generală nr. 1 au primit numele său. Un muzeu a fost amenajat în casa părintească. Împreună cu Radu Durbac, este omagiat în fiecare an de CSA Steaua la Monumentul Eroilor Revoluției de lângă terenul de rugby din Ghencea.

## Legături externe
- en  Statistice internaționale